# Marta Fascina

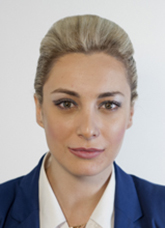
Marta Fascina (2018)

Marta Antonia Fascina (* 9. Januar 1990 in Melito di Porto Salvo) ist eine italienische Politikerin (Forza Italia), die seit 2018 Mitglied der Abgeordnetenkammer ist.

## Leben
Fascina wurde in Melito di Porto Salvo geboren, einer kleinen Küstenstadt in Kalabrien an der äußersten Südspitze der Italienischen Halbinsel. Sie besuchte die Universität La Sapienza in Rom und beendete sie 2018 mit einem Abschluss in Literatur.
Fascina war von 2020 bis zu dessen Tod mit dem ehemaligen italienischen Premierminister Silvio Berlusconi liiert.